# Stenodema
Stenodema is een geslacht van wantsen uit de familie blindwantsen. Het geslacht werd voor het eerst wetenschappelijk beschreven door Francis de Laporte de Castelnau in 1833 .

## Soorten
Het genus bevat de volgende soorten:

- Stenodema algoviensis K. Schmidt, 1934
- Stenodema alpestris Reuter, 1904
- Stenodema alticola Zheng, 1981
- Stenodema andina Carvalho, 1975
- Stenodema angustatum Zheng, 1981
- Stenodema antennatum Zheng, 1981
- Stenodema argentina Carvalho, 1975
- Stenodema atkinsoni (Distant, 1904)
- Stenodema australis (Wallengren, 1875)
- Stenodema brasiliana Carvalho, 1980
- Stenodema brevinotum Lin, 1998
- Stenodema calcarata (Fallen, 1807)
- Stenodema chinensis Reuter, 1904
- Stenodema columbiensis (Carvalho, 1985)
- Stenodema crassipes Kiritshenko, 1931
- Stenodema curticollis (A. Costa, 1853)
- Stenodema daliensis Zheng, 1992
- Stenodema deserta Nonnaizab and Jorigtoo, 1994
- Stenodema dohrni (Stal, 1859)
- Stenodema dorsalis (Say, 1832)
- Stenodema elegans Reuter, 1904
- Stenodema falki Bliven, 1958
- Stenodema fritzi Carvalho and Carpintero, 1990
- Stenodema golbachi Carvalho and Carpintero, 1990
- Stenodema gridellii Hoberlandt, 1960
- Stenodema guaraniana Carvalho, 1975
- Stenodema guatemalana (Distant, 1883)
- Stenodema holsata (Fabricius, 1787)
- Stenodema hsiaoi Zheng, 1981
- Stenodema imperii Bliven, 1958
- Stenodema insuavis (Stal, 1860)
- Stenodema javanicum Poppius, 1914
- Stenodema khenteica Muminov, 1989
- Stenodema laevigata (Linnaeus, 1758)
- Stenodema laolaoensis (Carvalho, 1985)
- Stenodema longicollis Poppius, 1915
- Stenodema longicuneatus (Carvalho and Rosas, 1966)
- Stenodema longulum Zheng, 1981
- Stenodema mongolica Nonnaizab and Jorigtoo, 1994
- Stenodema nigricallum Zheng, 1981
- Stenodema noaensis Carvalho and Carpintero, 1990
- Stenodema panamensis (Distant, 1893)
- Stenodema parvulum Zheng, 1981
- Stenodema pilosa (Jakovlev, 1889)
- Stenodema pilosipes Kelton, 1961
- Stenodema plebeja Reuter, 1904
- Stenodema praecelsus (Distant, 1892)
- Stenodema quilingensis Tang, 1994
- Stenodema rubrinervis Horvath, 1905
- Stenodema sequoiae Bliven, 1955
- Stenodema sericans (Fieber, 1861)
- Stenodema sibirica Bergroth, 1914
- Stenodema tibetum Zheng, 1981
- Stenodema trispinosa Reuter, 1904
- Stenodema turanica Reuter, 1904
- Stenodema vicinum (Provancher, 1872)
- Stenodema virens (Linnaeus, 1767)